# Démographie de l'Europe médiévale
La démographie de l'Europe médiévale est l'étude de la population humaine en Europe au cours du Moyen Âge.

## Démographie

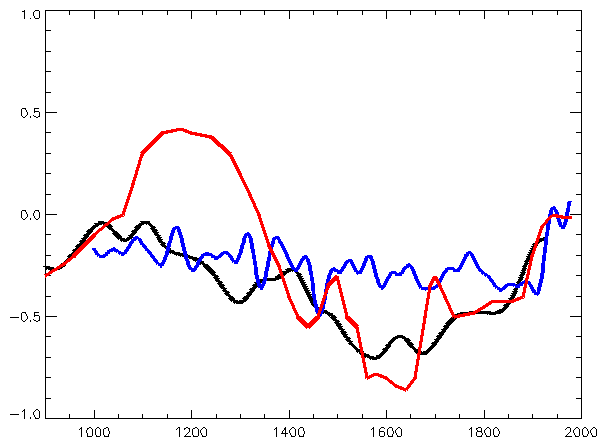
Le nombre d'humains de 800 à 1990 (ici dans les rapports du GIEC) évolue avec la température.

L'évolution de la population européenne au Moyen Âge peut être ainsi estimée :
- 400 - 1000 : stable à un niveau bas
- 1000 - 1250 : poussée démographique et expansion
- 1250 - 1350 : stable à un niveau très haut
- 1350 - 1420 : déclin abrupt
- 1420 - 1470 : stable à un niveau bas
- à partir de 1470 : expansion lente qui s'accélère au début du XVIe siècle

| Année                   | 1000 | 1100 | 1200 | 1300 | 1340 | 1440 | 1500 | 1550 | 1600 |
| ----------------------- | ---- | ---- | ---- | ---- | ---- | ---- | ---- | ---- | ---- |
| Population (en million) | 42   | 48   | 60   | 69   | 65   | 40   | 50   | 65   | 85   |

### De l'an 400 à l'an 1000
Il y eut un fort déclin de la population européenne à la fin de l'Antiquité ; son plus bas niveau fut atteint en 542 lors de l'arrivée de la peste (la peste de Justinien, la dernière grande peste en Europe avant la peste noire du XIVe siècle). Les estimations de la population totale de l'Europe à l'époque de Charlemagne sont floues, mais elle est évaluée entre 25 et 30 millions, dont 15 millions en France carolingienne. Contrairement à notre image d'un fermier autonome solitaire qui déménage quand il voit de la fumée d'une cheminée proche, les établissements médiévaux étaient populeux, avec de grandes régions sauvages et inhabitées de l'une à l'autre. Dans le Moyen Âge, être seul, sans communauté, équivalait à une mort certaine. Des communautés bien peuplées existaient en tant qu'îles au milieu d'une vaste étendue sauvage.

### De l'an 1000 à l'an 1250
Les Européens commencèrent à avancer dans l'étendue sauvage de ce qui est aujourd'hui appelé la zone des grands défrichements. Les forêts et les marais furent rendus cultivables puis cultivés dans le Haut Moyen Âge. En même temps, des établissements commencèrent à être fondés loin des contrées traditionnelles de l'Empire carolingien, s'établissant au-delà de l'Elbe, triplant ainsi la taille de l'Allemagne. Les croisés allèrent aux États latins d'Orient, l'Espagne fut reconquise sur les Maures, et les Normands colonisèrent le sud de l'Italie. Tous ces mouvements et conquêtes font partie d'une expansion et d'une réimplantation de la population européenne.
Ces expansions et colonisations sont dues à plusieurs facteurs : le climat doux qui permettait des saisons de récoltes plus longues, la fin des raids vikings et magyars, encourageant une plus grande stabilité politique, le développement de la technologie médiévale, permettant l'expansion de l'agriculture, des réformes de l'Église au XIe siècle, augmentant la stabilité sociale, et la montée de la féodalité, qui encouragea elle aussi la stabilité sociale, et donc la mobilité. Les nobles encouragèrent la colonisation de nouvelles terres. Les liens du serf à la terre commencèrent à faiblir lorsque surgit l'économie à base d'un moyen de paiement par monnaie et non du seul troc. Il y avait beaucoup de terres, mais peu de gens pour la cultiver. Donc les nobles trouvèrent de nouvelles manières d'attirer et garder leur main-d'œuvre. Des centres urbains commencèrent à se développer, attirant les serfs avec la promesse d'une vie libre. La population augmenta donc au fur et à mesure des expansions dans les nouvelles terres.

### De l'an 1250 à l'an 1350
En 1300, l'Europe était, selon certains avis, surpeuplée. L'Angleterre, qui comptait environ un million d'habitants en 1086, en avait à présent 5 à 7 millions. La France de 1328 était géographiquement plus petite qu'aujourd'hui mais avait déjà entre 18 et 20 millions d'habitants, niveau qui ne sera dépassé qu'au début de l'Époque moderne. La Toscane comptait 2 millions d'habitants en 1300, niveau qui ne sera atteint à nouveau qu'en 1850. En général, la population de l'Europe comptait 70 à 100 millions d'habitants. À titre de comparaison, les 28 États membres de l'Union européenne avaient en 2014 une population totale de 507 millions d'habitants. Le gain de la récolte au XIVe siècle représentait seulement entre 2 grains pour 1 et 7 grains pour 1: tandis qu'aujourd'hui elle s'est élevée à 300 pour 1, voire plus, alors que la population de l'Europe n'a que quadruplé.

### De l'an 1350 à l'an 1500

#### Un déclin démographique important
Au début du XIVe siècle, les frontières cessèrent de s'élargir et la colonisation interne diminua. Mais les niveaux de population se maintinrent à des niveaux très hauts. Plusieurs catastrophes vinrent décimer des millions d'Européens, de la grande famine de 1315-1317 à la peste noire en passant par la guerre de Cent Ans. En Saintonge, à la fin de la guerre de Cent Ans les moulins sont détruits, les terres en friche et les propriétaires sont à la recherche de bras afin de pouvoir remettre en culture. En 1356, la disette entraine une jacquerie particulièrement importante.
La période s'étendant entre 1348 et 1420 vit les plus grandes pertes : en Allemagne, environ 40 % des habitants disparurent, la Provence perdit 50 %, et certaines régions de la Toscane perdirent jusqu'à 70 % de leur population.

## La science et l'art de la démographie médiévale
L'étude de la démographie médiévale est assez récente, mais a déjà attiré beaucoup d'attention, en particulier sur les problèmes de la société médiévale. La plupart des ouvrages sur l'histoire du Moyen Âge possède au moins un chapitre ou une section sur la démographie d'une ville, d'une région ou d'un royaume en particulier. Parce que les sources normalement utilisées pour l'étude démographique - par exemple, des certificats de mariage, de naissance ou de décès - ne sont généralement pas disponibles, les chercheurs misent sur d'autres sources, qui peuvent être divisées en deux catégories : données archéologiques et œuvres de l'époque.
Les données archéologiques peuvent être, par exemple, la taille d'un établissement donné et sa croissance ou son abandon : les données archéologiques montrent que jusqu'à 25 % des villages d'Espagne furent abandonnés à la suite du passage de la peste noire. Par contre, des problèmes limitent l'utilisation des données archéologiques. Il est souvent difficile de dater les découvertes, et certains sites très grands sont encore habités et ne peuvent pas faire l'objet de fouilles, limitant les recherches archéologiques à leur périphérie (un exemple concret est Sutton Hoo, en Angleterre).
La plupart des informations sur la démographie médiévale reposent donc sur les œuvres et les documents de l'époque : soit des descriptions, soit des documents administratifs.
Les descriptions nous proviennent de chroniqueurs qui parlaient de la taille des armées, des victimes des guerres ou des famines, ou des participants à un évènement. Beaucoup de ces documents sont malheureusement des embellissements ou des exagérations, et ne peuvent servir de preuves formelles.
Les pièces les plus importantes restent donc les documents administratifs, plus objectifs et précis, leur rédaction ne servant pas l'influence sur d'autres écrits : ainsi les enquêtes et les actes.
Les enquêtes décrivent un domaine ou une région à une date spécifique, en forme d'inventaire. Les enquêtes de seigneurie, en particulier, furent répandues en Angleterre et en France, mais diminuèrent lors du déclin de la féodalité. Les enquêtes fiscales survinrent lors du début de l'économie à base de monnaie ; la plus connue et la plus ancienne est le Domesday Book de 1086. Le Livre des Foyers de l'Italie en 1244 en est un autre exemple. La plus grande enquête fiscale eut lieu en France en 1328. Ces enquêtes augmentèrent en nombre et en envergure lorsque les rois cherchèrent à augmenter leurs revenus. Les enquêtes avaient toutefois des limites car elles concernaient une période de temps en particulier, ne perduraient pas et excluaient certains éléments constitutifs de la société.
Les actes se retrouvent sous plusieurs formes. Il peut s'agir de transferts de propriétés (ventes, échanges, dons, locations), dont les plus vieux datent du VIIIe siècle, ou de documents enregistrant les naissances, baptêmes, décès, ou des documents des tribunaux et des hoiries, ou encore le constat des prix de la nourriture et des loyers, tous éléments qui permettent de nombreux recoupements.